# Myerslopiidae
Myerslopiidae Hamilton, 1999, è una piccola famiglia di insetti appartenente all'ordine dei Rincoti Omotteri, superfamiglia dei Membracoidea.

## Habitat e diffusione
La famiglia, di recente definizione, comprende circa 20 specie che costituiscono uno degli esempi di fauna relitta dell'emisfero australe, in quanto rappresentata da un genere presente in Cile e altri due in Nuova Zelanda.
Caratteristica comune è l'habitat terricolo in suoli umidi e dotati di humus, ricoperti da una lettiera di foglie. L'adattamento a questo habitat si manifesta con alcuni caratteri morfologici quali la pigmentazione criptica e il meiotterismo e mostra una curiosa convergenza evolutiva con specie di Cicadellidi dislocate in alcune isole dell'Pacifico al largo del Cile, in Madagascar, in Australia e in Nuova Caledonia.

## Descrizione
Gli adulti sono morfologicamente affini alla famiglia dei Cicadellidae, da cui si distinguono prevalentemente per la morfologia delle ali. Sono insetti di piccole dimensioni, con livrea poco appariscente per la colorazione criptica, di colore bruno o bruno-grigiastro e per l'aspetto verrucoso dell'esoscheletro.
Hanno capo largo e metagnato, con margine frontale appiattito e dal profilo convesso e sinuoso. È fornito di due ocelli e ha occhi composti laterali; le antenne sono filiformi, inserite fra gli occhi e la regione fronto-clipeale. Il pronoto è trasverso, non prolungato posteriormente e lascia perciò scoperto lo scutello; lateralmente si insinua fra gli occhi e l'inserzione delle ali e termina con una lamina detta paranotum. Le ali anteriori sono fortemente sclerificate, con funzione marcatamente protettiva e ricoprono completamente l'addome, mentre le ali posteriori sono rudimentali. Zampe posteriori con femori privi di spine preapicali e provvisti solo di due spine apicali.

## Sistematica
Le specie della famiglia dei Myerslopiidae, al pari di altre specie simili ad habitat terricolo, erano in passato comprese nei Cicadellidae. Nel 1947, EVANS revisionò la sottofamiglia Ulopinae definendo le tribù Ulopini, Cephalelini e Megophthalmini. A questo lavoro ne fece seguire un altro nel 1957, nel quale definì una quarta tribù, quella dei Myerslopiini e descrisse due nuove specie del genere Evansiola, endemico delle Isole Juan Fernández (Cile). Nel suo lavoro del 1957, attribuì alla tribù i generi Myerslopia e Paulianiana, presenti rispettivamente in Nuova Zelanda e Madagascar, mentre mantenne il genere Evansiola nell'originario inquadramento sistematico definito da CHINA, ovvero nella tribù dei Megophthalmini.
Nel 1972, LINNAVUORI definì un nuovo inquadramento sistematico per includere in un'unica sottofamiglia le specie di Cicadellidi terricoli elevando i Myerslopiini al rango di sottofamiglia con il nome Myerslopiinae
Nel 1999, HAMILTON ha revisionato la sistematica dei cicadellidi terricoli definendo una nuova famiglia, quella dei Myerslopiidae, una nuova tribù, quella dei Sagmatiini, e due nuovi generi, Sagmation e Pemmation. Prendendo spunto dall'eterogenea distribuzione geografica di questi insetti, il lavoro di HAMILTON individua una convergenza evolutiva, priva di relazione filogenetica, che abbraccia differenti gruppi sistematici corrispondenti ai Myerslopiinae sensu Linnavuori. Il raggruppamento viene scorporato in tre tribù, con complessive 28 specie:
- Evansiolini, con il genere Evansiola (Cile);
- Sagmatiini, di nuova definizione, con i generi Sagmation (Australia e Nuova Caledonia), Myerslopella (Australia) e Paulianiana (Madagascar);
- Myerslopiini, con i generi Myerslopia (Cile e Nuova Zelanda) e Pemmation (Nuova Zelanda).

Nella revisione, i Myerslopiini sono elevati al rango di famiglia (Myerslopiidae) e separati perciò dagli altri cicadellidi terricoli, che restano inquadrati come taxa all'interno dei Cicadellidae: gli Evansiolini all'interno della sottofamiglia dei Megophthalminae, i Sagmatiini all'interno della sottofamiglia degli Euchantellinae.
Alla revisione di HAMILTON fanno seguito due differenti lavori. Nel 2004, SZWEDO integra la sistematica della famiglia: ridefinisce i criteri morfologici di determinazione tassonomica e sostituisce alla specie cilena Myerslopia chilensis NIELSON (1996) un nuovo genere, Mapuchea, suddiviso in due specie; inoltre descrive quattro nuove specie di Myerslopia della Nuova Zelanda. Nel 2005, CRYAN conferma la base filogenetica dell'elevazione, al rango di famiglia, dei cicadellidi terricoli cileni e neozelandesi.
Ancora controversa o confusa resta la posizione delle tre specie cilene di Evansiola: infatti DIETRICH indica un inquadramento in una specifica sottofamiglia dei Cicadellidi con il nome Evansiolinae e altre fonti citano il genere come facente parte della famiglia dei Myerslopiidae. È probabile che quest'ultima sia un'interpretazione errata, in quanto in palese contrasto con i lavori di HAMILTON e SZWEDO.
Riassumendo, la famiglia sarebbe composta dai seguenti generi:
- Mapuchea, comprendente 2 specie presenti in Cile;
- Myerslopia, comprendente 7 specie presenti in Nuova Zelanda;
- Pemmation, comprendente 12 presenti in Nuova Zelanda.